# Anyone (canción)
«Anyone» es el segundo sencillo del álbum Have a Nice Day del dúo sueco Roxette. Salió a la venta en mayo de 1999.

## Información sobre la canción
"Anyone", como su predecesor "Wish I could fly", es una balada, con instrumentación de piano, saxofón y cuerda. Originalmente, "Anyone" iba a ser el primer sencillo de Have A Nice Day, pero el grupo pensó que sería una canción muy típica de Roxette para su retorno, y eligieron "Wish I Could Fly" en cambio. Después del éxito de este single, se especuló que el segundo sería "Stars" o "Crush On You", tanto por ser canciones dance (atípicas en Roxette) y por la tradición de alternancia entre pop y balada en sus lanzamientos. Las caras B son la demo de "Anyone", una versión alternativa de "Cooper" (subtitulada "Closer to God" -"Más cerca de Dios"), y "You Don't Understand Me (Abbey Road Sessions 1995)". El maxisencillo incluye el vídeo de "Wish I Could Fly". En Japón, una doble cara A con "Pay The Price" fue lanzada, aunque no hay vídeo para esta canción. Una versión de "Anyone" llamada "Anyone/I Love How You Love Me fue incluida en el CD 4 del RoxBox.

## Éxito
Anyone se suele considerar un fracaso comercial en comparación con su predecesora. En Holanda solo llegó al n.º 73, en Alemania no llegó al Top 50, en Suecia se situó fuera del Top 30, y en Suiza, con un modesto éxito, llegó a permanecer dos semanas en el Top 30. EMI Reino Unido rechazó lanzar "Anyone" por su escasa notoriedad en Europa continental. No obstante, en América del Sur, consiguió mucha más atención e incluso las estaciones de radio emitieron su versión en español: "Alguien".

## Videoclip
El vídeo de "Anyone", dirigido por Jonas Åkerlund, fue censurado en varias emisoras de TV (incluso la MTV), porque en una escena Marie Fredriksson intenta suicidarse arrojándose al mar. El vídeo se grabó en la península de Tróia (Portugal).

## Pistas
Anyone (CDM)
Lanzado: 1999-05-10 // Roxette Recordings / 8868920
1. "Anyone"
2. "Anyone" (T&A demo, July 29, '98)
3. "Cooper" [Closer to God]
4. "You Don't Understand Me" (Acoustic Abbey Road version, November 15, '95)
5. "Wish I Could Fly" (video)

- Datos: Q2638108